# 拉沙伊德
拉沙伊德是德国莱茵兰-普法尔茨州的一个市镇。总面积3.47平方公里，总人口69人，其中男性38人，女性31人（2011年12月31日），人口密度20人/平方公里。